# Alfred Rühl
Alfred Rühl (* 21. Juli 1882 in Königsberg; † 13. August 1935 in Morschach) war ein deutscher Geograph.

## Leben
Alfred Rühl war der Sohn des Historikers Franz Rühl und dessen Ehefrau Elise, geborene Henle. Der Hanauer Oberbürgermeister August Rühl und der Anatom Jakob Henle waren seine Großväter. Alfred Rühl studierte ab 1900 an der Königlichen Albertus-Universität zu Königsberg i. Pr., der Universität Leipzig und an der Friedrich-Wilhelms-Universität zu Berlin und wurde 1905 in Berlin als letzter Doktorand Ferdinand von Richthofens mit seiner Dissertation Beiträge zur Kenntnis der morphologischen Wirksamkeit der Meeresströmungen zum Dr. phil. promoviert. Im Jahr 1909 habilitierte er sich mit seiner Habilitationsschrift Geomorphologische Studien aus Catalonien bei Theobald Fischer an der Philipps-Universität Marburg und nahm zwei Jahre später 1911 zusammen mit Fritz Jaeger  und Joseph Partsch an der dreimonatigen großen transkontinentalen Exkursion der amerikanischen geographischen Gesellschaft unter Leitung von William Morris Davis durch die USA teil. Durch die Übersetzung der Vorlesungsniederschriften ins Deutsche des amerikanischen Geomorphologen Davis, der im Wintersemester 1908/1909 als Austauschprofessor an der Friedrich-Wilhelms-Universität in Berlin wirkte, schuf Rühl 1912 eine bis in die Gegenwart wichtige Voraussetzung für die Auseinandersetzung mit der Davis'schen Zyklenlehre. Nachdem Alfred Rühl von 1910 bis 1912 als Dozent in Marburg wirkte, wurde er 1912 in der Nachfolge von Gustav Braun Vorsteher der Volkswirtschaftlich-historischen Abteilung am Institut und Museum für Meereskunde in Berlin. Alfred Rühl wurde an der Berliner Universität 1914 zum außerordentlichen Professor. 1918 lehrte er an der Landesuniversität Dorpat. 1930 wurde er gegen den Widerstand von Albrecht Penck und dessen Schüler und Nachfolger Norbert Krebs zum ordentlichen Professor für Wirtschaftsgeographie ernannt. Darüber hinaus war er seit 1928 Honorarprofessor an der Technischen Hochschule Berlin, an der er seit 1920 einen Lehrauftrag für Geographie wahrnahm.
Nach einer plötzlich aufgetretenen Netzhautablösung und mehreren erfolglosen Augenoperationen sowie Repressalien durch das NS-Regime sowie durch Aktionen regimegläubiger Studenten wegen seines nicht-arischen Großvaters Jacob Henle beging Alfred Rühl während eines Kuraufenthaltes in der Schweiz Selbstmord. Seine Urne wurde am 21. September 1935 auf dem elterlichen Grab in Jena beigesetzt.

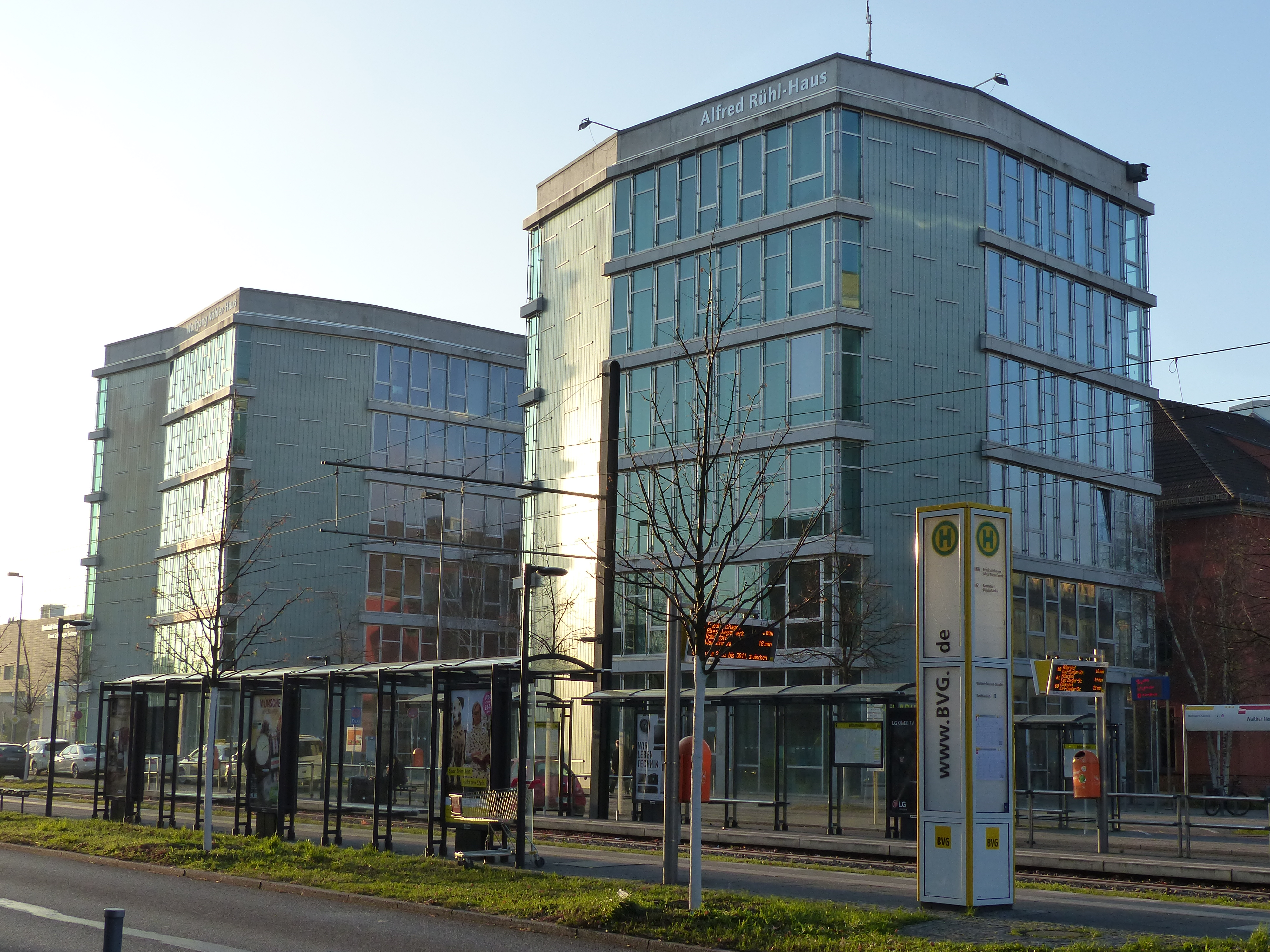
Wolfgang-Köhler-Haus (Institut für Psychologie) und Alfred-Rühl-Haus (Geographisches Institut) der HU-Berlin, Campus-Adlershof, 2004

Das im September 2003 bezogene Institutsgebäude des Geographischen Instituts der Humboldt-Universität zu Berlin in Berlin-Adlershof (Architekt Benedict Tonon) wurde nach Alfred Rühl benannt.

## Schriften
- Beiträge zur Kenntnis der morphologischen Wirksamkeit der Meeresströmungen. In:  Veröffentlichungen des Instituts für Meereskunde und des Geographischen Instituts an der Universität Berlin, 8, Berlin 1906
- Geomorphologische Studien aus Catalonien. In: Zeitschrift der Gesellschaft für Erdkunde zu Berlin, 1909, S. 226–257 (Digitalisat) und S. 297–316 (Digitalisat)
- mit William Morris Davis: Die erklärende Beschreibung der Landformen. Teubner, Leipzig und Berlin 1912 (Digitalisat)
- San Francisco. Meereskunde. Sammlung volkstümlicher Vorträge zum Verständnis der nationalen Bedeutung von Meer und Seewesen. 7, 10, Mittler, Berlin 1913 (Digitalisat)
- San Francisco. In: Memorial volume of the Transcontinental Excursion of 1912 of the American Geographical Society of New York, New York 1915, S. 287–311 (Digitalisat)
- Die Grundlagen des italienischen Imperialismus. Meereskunde. Sammlung volkstümlicher Vorträge zum Verständnis der nationalen Bedeutung von Meer und Seewesen. 12, 7, Mittler, Berlin 1918 (Digitalisat)